# أرشيبالد كاري
أرشيبالد كاري هو سياسي أمريكي، ولد في 24 يناير 1721، وتوفي في 26 فبراير 1787. انتخب عضو مجلس ولاية فرجينيا ‏.